# Опринсен, Тон
Антониюс Адрианюс Хенрикюс (Тон) Опринсен (нидерл. Antonius Adrianus Henricus "Toon" Oprinsen; 25 ноября 1910, Тилбург, Северный Брабант — 14 января 1945, Вюгт, Северный Брабант) — нидерландский футболист, игравший на позиции полузащитника, выступал за команды НОАД из Тилбурга и «Хелмонд».
В составе национальной сборной Нидерландов провёл один матч.

## Спортивная карьера
Опринсен воспитанник футбольного клуба НОАД из Тилбурга, он также играл за юношескую сборную Тилбурга. В 1928 году дебютировал в первой команде НОАД; первоначально он успешно играл на позиции нападающего, но постепенно перешёл в линию полузащиты. 
В марте 1931 года впервые был вызван в сборную Нидерландов, в качестве резервного игрока. Команда готовилась к товарищескому матчу с бельгийцами, однако Опринсен так и не принял участие в матче. Через три года вновь был призван в ряды сборной, но в матче против сборной Ирландии он вновь остался среди запасных. Спустя месяц всё же дебютировал за национальную команду, заменив в основе травмированного Вима Андерисена. Это произошло 10 мая 1934 года в товарищеском матче против сборной Франции. В конце мая 1934 года отправился в составе сборной на чемпионат мира, который проходил в Италии. Его команда выбыла уже на стадии первого раунда, проиграв Швейцарии, а сам полузащитник так и не сыграл на турнире. 
В сентябре 1936 года перешёл в клуб «Хелмонд» из одноимённого города.

## Статистика

### Матчи Опринсена за сборную Нидерландов
| Матчи Опринсена за сборную Нидерландов | Матчи Опринсена за сборную Нидерландов | Матчи Опринсена за сборную Нидерландов | Матчи Опринсена за сборную Нидерландов | Матчи Опринсена за сборную Нидерландов | Матчи Опринсена за сборную Нидерландов |
| -------------------------------------- | -------------------------------------- | -------------------------------------- | -------------------------------------- | -------------------------------------- | -------------------------------------- |
| №                                      | Дата                                   | Соперник                               | Счёт                                   | Голы Опринсена                         | Соревнование                           |
| 1                                      | 10 мая 1934                            | Франция                                | 4:5                                    | —                                      | Товарищеский матч                      |

Итого: 1 матч / 0 голов; 0 побед, 0 ничьих, 1 поражение.

## Личная жизнь
Тон родился в ноябре 1910 года в Тилбурге. Отец — Корнелис Йоханнес Опринсен, мать — Хенрика Доминика ван Бёрден. Он был младшим ребёнком в семье из одиннадцати детей.
Работал банковским служащем. Женился в возрасте двадцати семи лет — его супругой стала 21-летняя Петронелла Мария Терезия ван Хест, уроженка Тилбурга. Их брак был зарегистрирован 10 августа 1938 года в Амстердаме. У них было трое детей: сыновья Антониус Францискюс и Петер Леопольд, дочь Терезия.  
Опринсен умер в январе 1945 года в городе Вюгт в возрасте 34 лет, под немецкой оккупацией. Его супруга позже вышла замуж во второй раз.